# راند ليك بيتش (إلينوي)
راند ليك بيتش (بالإنجليزية: Round Lake Beach)‏ هي منطقة سكنية تقع في الولايات المتحدة في إلينوي. يقدر عدد سكانها بـ 28,175 نسمة .

## التركيبة السكانية
حدّد مكتب تعداد الولايات المتحدة بيانات التركيبة السكانية لراند ليك بيتش في تعداد الولايات المتحدة. في ما يلي، التركيبة السكانية حسب تعدادي 2000 و2010.

### تعداد عام 2000
بلغ عدد سكان راند ليك بيتش 25,859 نسمة بحسب تعداد عام 2000، وبلغ عدد الأسر 7,349 أسرة وعدد العائلات 6,029 عائلة مقيمة في القرية. في حين سجلت الكثافة السكانية 1,919.7 نسمة لكل كيلومتر مربع (4,972.0/ميل2). وبلغ عدد الوحدات السكنية 7,608 وحدة بمتوسط كثافة قدره 564.8 لكل كيلومتر مربع (1,462.8/ميل2).
وتوزع التركيب العرقي للقرية بنسبة 74.35% من البيض و3.06% من الأمريكيين الأفارقة و0.62% من الأمريكيين الأصليين و2.07% من الأمريكيين ذوي الأصول الآسيوية و0.04% من سكان جزر المحيط الهادئ و16.97% من الأعراق الأخرى و2.89% من عرقين مختلطين أو أكثر و31.26% من الهسبانيون أو اللاتينيون من أي عرق.
بلغ عدد الأسر 7,349 أسرة كانت نسبة 57.2% منها لديها أطفال تحت سن الثامنة عشر تعيش معهم، وبلغت نسبة الأزواج القاطنين مع بعضهم البعض 66.2% من أصل المجموع الكلي للأسر، ونسبة 10.5% من الأسر كان لديها معيلات من الإناث دون وجود شريك،  بينما كانت نسبة 5.4% من الأسر لديها معيلون من الذكور دون وجود شريكة وكانت نسبة 18% من غير العائلات. تألفت نسبة 14% من أصل جميع الأسر من عدة أفراد يعيشون في نفس المنزل ونسبة 4.5% كانت تتألف من شخص يعيش بمفرده يبلغ من العمر 65 عاماً أو أكثر. وبلغ متوسط حجم الأسرة المعيشية 3.50، أما متوسط حجم العائلات فبلغ 3.83.
بلغ العمر الوسطي للسكان 28.5 عاماً. وكانت نسبة 35% من القاطنين تحت سن الثامنة عشر، وكانت نسبة 9.4% بين الثامنة عشر والرابعة والعشرين عاماً، ونسبة 36.4% كانت واقعةً في الفئة العمرية ما بين الخامسة والعشرين والرابعة والأربعين عاماً، ونسبة 14.6% كانت ما بين الخامسة والأربعين والرابعة والستين، ونسبة 4.1% كانت ضمن فئة الخامسة والستين عاماً فما فوق. يوجد لكل 100 أنثى 102.4 ذكر، ويوجد لكل 100 أنثى في الثامنة عشر من عمرها فما فوق 101.8 ذكر.
بلغ متوسط دخل الأسرة في القرية 59,359 دولارًا، أما متوسط دخل العائلة فبلغ 61,637 دولارًا. وكان متوسط دخل الذكور 39,439 دولارًا مقابل 28,165 دولارًا للإناث. وسجل دخل الفرد الخاص بالقرية 18,113 دولارًا. وكانت نسبة 3.2% من العائلات ونسبة 5.1% من السكان تحت خط الفقر، وكان من هؤلاء نسبة 5.4% تحت سن الثامنة عشر ونسبة 11.2% في الخامسة والستين من العمر وما فوق.

### تعداد عام 2010
بلغ عدد سكان راند ليك بيتش 28,175 نسمة بحسب تعداد عام 2010، وبلغ عدد الأسر 8,055 أسرة وعدد العائلات 6,317 عائلة مقيمة في القرية. في حين سجلت الكثافة السكانية 2,091.7 نسمة لكل كيلومتر مربع (5,417.5/ميل2). وبلغ عدد الوحدات السكنية 8,587 وحدة بمتوسط كثافة قدره 637.5 لكل كيلومتر مربع (1,651.1/ميل2).
وتوزع التركيب العرقي للقرية بنسبة 68.71% من البيض و4.25% من الأمريكيين الأفارقة و1.33% من الأمريكيين الأصليين و3% من الأمريكيين ذوي الأصول الآسيوية و0.02% من سكان جزر المحيط الهادئ و19.29% من الأعراق الأخرى و3.40% من عرقين مختلطين أو أكثر و48.02% من الهسبانيون أو اللاتينيون من أي عرق.
بلغ عدد الأسر 8,055 أسرة كانت نسبة 53.1% منها لديها أطفال تحت سن الثامنة عشر تعيش معهم، وبلغت نسبة الأزواج القاطنين مع بعضهم البعض 60.3% من أصل المجموع الكلي للأسر، ونسبة 12.2% من الأسر كان لديها معيلات من الإناث دون وجود شريك،  بينما كانت نسبة 5.9% من الأسر لديها معيلون من الذكور دون وجود شريكة وكانت نسبة 21.6% من غير العائلات. تألفت نسبة 16.8% من أصل جميع الأسر من عدة أفراد يعيشون في نفس المنزل ونسبة 4.6% كانت تتألف من شخص يعيش بمفرده يبلغ من العمر 65 عاماً أو أكثر. وبلغ متوسط حجم الأسرة المعيشية 3.48، أما متوسط حجم العائلات فبلغ 3.92.
بلغ العمر الوسطي للسكان 30.2 عاماً. وكانت نسبة 32.9% من القاطنين تحت سن الثامنة عشر، وكانت نسبة 9.5% بين الثامنة عشر والرابعة والعشرين عاماً، ونسبة 31.5% كانت واقعةً في الفئة العمرية ما بين الخامسة والعشرين والرابعة والأربعين عاماً، ونسبة 20.6% كانت ما بين الخامسة والأربعين والرابعة والستين، ونسبة 5.5% كانت ضمن فئة الخامسة والستين عاماً فما فوق. وتوزع التركيب الجنسي للسكان بنسبة 50.4% ذكور و49.6% إناث.